# Coupe Mitropa 1966
Navigation
Édition précédente Édition suivante
La Coupe Mitropa 1966 est la vingt-cinquième édition de la Coupe Mitropa. Elle est disputée par dix clubs provenant de cinq pays européens.
La compétition est remportée par l'AC Fiorentina, qui bat en finale le Jednota Trencin, sur le score d'un but à zéro.

## Compétition
Les matchs des premier et deuxième tours sont en format aller-retour tandis que les demi-finales, le match pour la troisième place et la finale se jouent en match unique. 
Le Vasas SC et l'AC Fiorentina sont exempts des deux premiers tour en tant que finalistes de l'édition précédente.

### Premier tour
Les matchs ont lieu du 23 février 1966 au 14 avril 1966.
| Équipe 1                    | Résultat | Équipe 2          | Aller | Retour |
| --------------------------- | -------- | ----------------- | ----- | ------ |
| FK Sarajevo                 | 2-4      | Wiener Sport-Club | 2-1   | 0-3    |
| MTK Budapest                | 1-2      | SK Slavia Prague  | 1-0   | 0-2    |
| Admira Vienne               | 2-5      | Jednota Trencin   | 2-1   | 0-4    |
| FK Étoile rouge de Belgrade | 2-1      | SSC Naples        | 2-0   | 0-1    |

### Deuxième tour
| Équipe 1         | Résultat | Équipe 2                    | Aller | Retour |
| ---------------- | -------- | --------------------------- | ----- | ------ |
| SK Slavia Prague | 5-6      | Wiener Sport-Club           | 4-1   | 1-5    |
| Jednota Trencin  | 4-1      | FK Étoile rouge de Belgrade | 3-1   | 1-0    |

### Demi-finales
Les matchs ont lieu le 15 juin 1966 respectivement à Livourne et à Florence.
| Équipe 1        | Résultat | Équipe 2          |
| --------------- | -------- | ----------------- |
| Jednota Trencin | 1-0      | Vasas SC          |
| AC Fiorentina   | 4-2      | Wiener Sport-Club |

### Match pour la troisième place
Le match se déroule à Pise le 18 juin 1966.
| Équipe 1 | Résultat | Équipe 2          |
| -------- | -------- | ----------------- |
| Vasas SC | 4-3      | Wiener Sport-Club |

### Finale
La finale se déroule à Florence le 19 juin 1966.
| Équipe 1      | Résultat | Équipe 2        |
| ------------- | -------- | --------------- |
| AC Fiorentina | 1-0      | Jednota Trencin |